# Acidente ferroviário em Versalhes

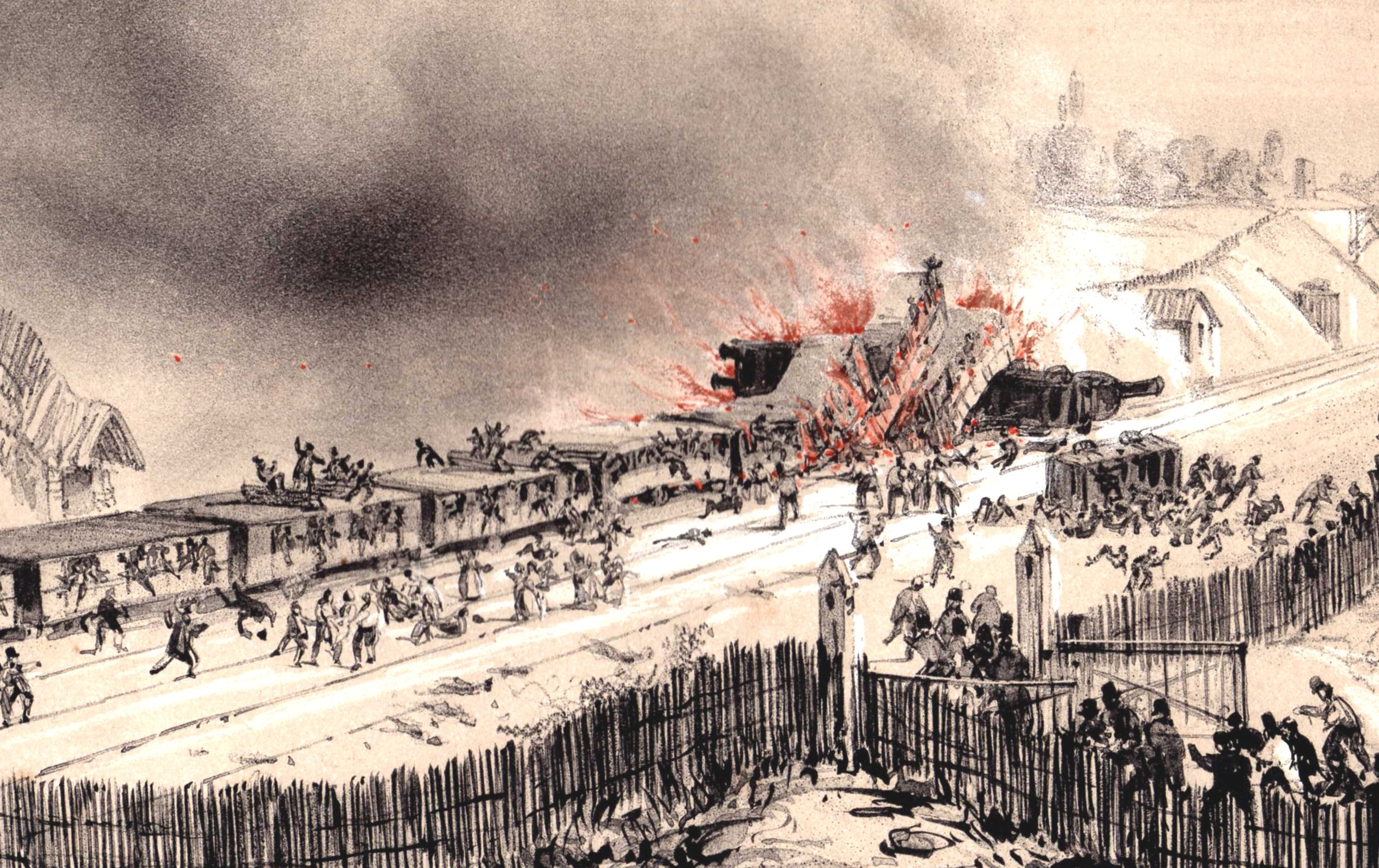
Acidente ferroviário em Versalhes

Em 8 de maio de 1842, um trem caiu no corte entre as estações de Meudon e Bellevue na ferrovia entre Versalhes e Paris, na França. O trem estava viajando para Paris quando descarrilou depois que a locomotiva da frente quebrou um eixo e os vagões atrás se amontoaram nela e pegaram fogo. Foi o primeiro acidente ferroviário francês e o mais mortal do mundo na época, causando entre 52 e 200 mortes, incluindo a do explorador Jules Dumont d'Urville. O acidente levou os franceses a abandonarem a prática de trancar os passageiros em seus vagões.
A fadiga do metal era pouco compreendida na época e o acidente levou a uma pesquisa sistemática sobre o problema.